# Julia Barella Vigal
Julia Barella Vigal (León) es filóloga, poeta, profesora, editora literaria e investigadora. 

## Biografía
Nació en León (España) y actualmente reside en Madrid. Se doctoró en la Universidad Complutense de Madrid (1984) y se licenció en Filología Hispánica en la misma universidad en 1980. Actualmente, es catedrática Titular de Literatura Española y directora de la Escuela de Escritura de la Universidad de Alcalá, centro que ganó en 2016 el Premio a la Transferencia de Conocimientos de la Universidad a la Sociedad Consejo Social de la Universidad de Alcalá.

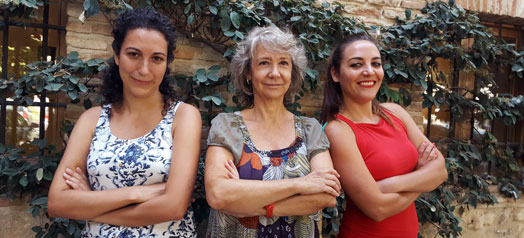
Laura Alonso, Julia Barella y Benayga, Escuela de Escritura, UAH.

Barella imparte y dirige algunos de los cursos que se ofrecen en la Escuela de Escritura como: Escritura Cinematográfica, Escritura Creativa, Corrección Lingüística, Escritura Narrativa, Escritura científico-técnica, Escritura Dramática y Teatral etc.
Autora de una extensa obra tanto creativa como de investigación. Entre sus obras publicadas se encuentran las antologías de poesía: El poeta en su ciudad (Ayuntamiento, Delegación de Cultura. Leganés, 1991), Después de la Modernidad. Poesía Española en sus lenguas literarias (Anthropos, 2002) y Voces de mujeres en la literatura centroamericana (Universidad de Alcalá de Henares, 2012). Libros de poesía: CCJ en las ciudades (Huerga & Fierro, 2002), Esmeralda (Huerga & Fierro Editores, 2005), Hacia Esmeralda (El Gaviero ediciones, 2004), Aguas profundas (Huerga & Fierro, 2008) y Praderas de Posidonia (Huerga & Fierro, 2013). Ha realizado videopoemas sobre su poesía y la de Julia Uceda con el pintor Agustín Batista: Regresa el pálido caballo, Encuentro con artistas, Indigomanía, Teatro de Dunas y  La puerta del jardín.

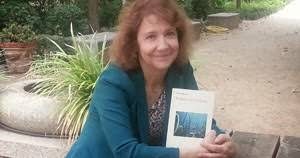
Julia Barella con su obra Praderas de Posidonia.

Ha publicado un extenso número de artículos en reconocidas revistas literarias: Cuadernos hispanoamericanos, Anthropos, Clarín, Ínsula, Estudios Humanísticos y Arbor, entre otras. Sus intervenciones en congresos y cursos la han llevado a visitar las universidades de Verona, Roma, Orán, Berlín, Gotemburgo, Estocolmo, New Jersey, Miami, Osorno y Santiago de Chile.
Su labor investigadora se ha centrado en la edición de textos de prosa barroca, Lope de Vega (Novelas a Marcia Leonarda), Antonio de Eslava (Noches de Invierno) y Castillo Solórzano (Jornadas alegres), también en prosistas del siglo XX como Miguel de Unamuno (Amor y pedagogía) y otros narradores en: Madrid en la novela I, III, VI (Comunidad de Madrid, Servicio de documentación y publicación). Asimismo, ha publicado artículos sobre literatura fantástica (Anthropos, 1994) y personajes femeninos (Altisidora y la Duquesa) en la obra de Cervantes (El Quijote en clave de mujer/es, 2005). La poesía del siglo XX es también una de sus líneas de investigación. Se ha centrado en Pere Gimferrer (Poemas 1962-1969: Poesía castellana completa), Juan Eduardo Cirlot, Leopoldo María Panero, etc. Sus últimas investigaciones se orientan hacia la literatura y el medioambiente (Ecocríticas: literatura y medioambiente, 2010), y en la escritura creativa (La magia de las palabras en la escritura creativa y La mecánica de la escritura creativa: en busca de una voz propia, publicadas en 2015 y 2017 por la Universidad de Alcalá).
Ha sido jurado del Premio Nacional de las Letras, del Premio Nacional de Poesía que otorga el Ministerio de Educación, Cultura y Deportes desde 1998 hasta 2017. Además, ha formado parte del jurado del Premio de la Crítica, Premio de poesía de Alcalá, Premio Poesía Generación del 27, Premio de Poesía Joven Miguel de Cervantes del Ministerio de Cultura y Premio Ciudad de Badajoz, entre otros.

## Libros y artículos
- Defensa de la naturaleza en la poesía actual: paisajes de destrucción y sentimiento de pérdida (2011), José Manuel Marero Henríquez editorial, Literatura y sostenibilidad en la era del antropoceno, Las Palmas de Gran Canaria.
- Regreso a la montaña de la infancia (2012), Juan Ignacio Oliva Cruz editorial, Realidad y simbología de la montaña, Universidad de Alcalá, Alcalá.
- Voces de mujeres en la literatura centroamericana (2012), con Ciria Bados, Concepción editorial, Universidad de Alcalá, Alcalá de Henares.
- La mujer y las antípodas: leyendo a Pereira, (2013), Carmen Busmayor coord., Las mujeres leen a Antonio Pereira, Universidad de León, León.
- Praderas de Posidonia, (2013), Huerga & Fierro, Madrid.
- Gamoneda. Lectura de sublevación inmóvil, (2014) en Carlota Fernández-Jáuregui Rojas y María Jesús Zamora Calvo editorial, Tropelías. Revista de Teoría de la Literatura y Literatura Comparada.
- La magia de las palabras en la escritura creativa, (2015) Servicio de publicaciones Universidad de Alcalá.
- Mal de mares. Praderas de Posidonia, (2016), en Montserrat López Mújica y María Antonia Mezquita Fernández eds., Visiones ecocríticas del mar en la literatura, Universidad de Alcalá, Alcalá de Henares.
- La mecánica de la escritura creativa: en busca de una voz propia, (2017) con Laura Alonso, Universidad de Alcalá, Alcalá de Henares.

### Ediciones
Antonio de Eslava. Noches de Invierno (2013). Iberoamericana-Vervuert (Clásicos hispánicos).
Alonso de Castillo Solórzano. Jornadas alegres (2019). Edición crítica de Julia Barella y Mita Valvassori. Sial Ediciones.

### Proyectos
- Proyecto de investigación IP. “Voces de mujeres en la literatura centroamericana” (Ref. 10-CAP2-2173. AECID).
- Pertenece al grupo de investigación GIECO-Ecocrítica. UAH: CCHH2006/R02. Proyecto: CLYMA IF2011-009 (ampliación).
- Pertenece Proyecto de investigación: ACIS&GALATEA, que incluye también a Prosa Barroca y GIECO.
- Pertenece al grupo de investigación: “Las mujeres del Quijote”. Instituto de Investigación Feminista UCM. 2004.
- Pertenece al grupo y proyecto de investigación BIPROSA (Bibliografía de la Prosa Áurea) y Novela corta del siglo XVII (FFI2010-15072); Novela corta del siglo XVII (y 2) (FFI2013-41264-P). Rafael Bonilla, IP.